# شهید بلخی
ابوالحسن شهید بن حسین جهودانکی بلخی، معروف به شهید بلخی (درگذشت ۳۲۵ هجری قمری) شاعر و متکلم و حکیم سده چهارم هجری است. او بنا به گفته ابن ندیم فیلسوفی بوده که علاوه بر تألیفاتی که داشت به مناظره با سایر فلاسفه از جمله زکریای رازی نیز دست می‌یازید. او استاد علوم اوایل (مجموعه معارف یونان) بود.
در خط نیز استاد بود و اشعار عربی هم داشت. او از بلخ به چغانیان نزد ابوعلی محتاج رفت. از جمله ممدوحان او نصر بن احمد سامانی و ابوعبدالله محمد بن احمد جیهانی وزیر سامانیان را ذکر کرده‌اند.
شهید بلخی از پیشگامان شعر فارسی است و مانند رودکی نزد شعرای بعد از خود مورد احترام بوده و او را در ردیف رودکی قرار داده‌اند.
از اشعار او:
| اگر غم را چو آتش دود بودی |  | جهان تاریک ماندی جاودانه |
| درین گیتی سراسر گر بگردی  |  | خردمندی نیابی شادمانه    |

امروزه از اشعار وی بیش از صد بیت باقی نمانده است. او به فارسی و عربی شعر سروده است.

## شهید در نگاه دیگران
این شعر رودکی در مرثیهٔ اوست:
| کاروان شهید رفت از پیش  |  | وآنِ ما رفته گیر و می‌اندیش |
| از شمار دو چشم یک تن کم |  | وز شمار خِرد هزاران بیش    |

دقیقی نیز از او در کنار رودکی چنین یاد می‌کند:
| استاد شهید زنده بایستی |  | وان شاعر تیره‌چشم روشن‌بین |
| تا شاه مرا مدیح گفتندی |  | بالفاظ خوش و معانی رنگین |

فرخی سیستانی از دلاویزی و نغزی غزل او می‌گوید:
| از دلاویزی و نغزی چون غزل‌های شهید |  | وز غم‌انجامی و خوبی چون ترانهٔ بوطلب |

در جای دیگر فرخی اشاره به خوش‌نویسی شهید دارد:
| خط نویسد که بنشناسند از خط شهید |  | شعر گوید که بنشناسند از شعر جریر |

منوچهری هم او را در کنار رودکی می‌ستاید:
| از حکیمان خراسان کو شهید و رودکی |  | بوشکور بلخی و بوالفتح بُستی هکذی |

خاقانی نیز می‌گوید:
| گرچه بُده‌ست پیش از این در عرب و عجم روان |  | شعر شهید و رودکی، نظم لبید و بُحتُری |

محمد عوفی در جوامع الحکایات گوید: آورده‌اند که شهید[بلخیِ] شاعر روزی نشسته بود و کتابی می‌خواند. جاهلی درآمد و سلام کرد و گفت: «خواجه تنها نشسته‌ای!» گفت: «تنها اکنون شدم که تو آمدی، از آن‌که به‌سببِ تو از مطالعهٔ کتب بازماندم.»
در لباب‌الالباب عوفی، لغت فرس اسدی طوسی، ترجمان‌البلاغه رادویانی، الفهرست ابن ندیم، رسائل رازی، یتیمةالدهر ثعالبی و معجم‌الادباء یاقوت حموی و… یادکرد و شعرهایی از شهید آمده است.